# Úřední kniha
Úřední kniha je typ diplomatického materiálu označující knihy vedené v úřadech či kancelářích. Výraz vznikl v 19. století pro vymezení tohoto materiálu vůči listinám a aktům (spisům). Úřední knihy jsou zkoumány zpravidla diplomatikou („neúředními“ knihami se zabývá kodikologie, ovšem zájmy obou disciplín se mohou protínat).
Z hlediska užívání knih je lze rozdělit na ty používané pro vnitřní potřebu a pro vnější potřebu. Pro vnější potřebu mají svoji důležitost, protože poměrně záhy zápis do nich získává jistou důkazní hodnotu, u kanceláří znající římské právo potom zápis (intabulace) má plně dispozitivní funkci jako listina.

## Forma
Zejména nejstarší knihy mohou mít formu rotulů (svitků), v průběhu se prosazuje forma kodexů. Zároveň se v novověku objevovala i praxe psát knihu na volné listy, s tím, že se počítalo s budoucím svázáním (k čemuž ale z různých důvodů nemuselo dojít, proto mohou mít úřední knihy podobu nijak se neodlišující od aktů).

## Typologie

### Podle instituce
- soudní kniha
- městská kniha
- cechovní kniha

### Podle užití
- kniha měšťanských práv – městská kniha pro evidenci udělení práv měšťanovi
- smolná kniha – kniha pro záznam výpovědí na útrpném právu
- pozemková kniha
- kopiář (podobný případ je i tradiční kniha)
- lenní kniha
- matrika – veřejný seznam, nejčastěji jmen
- nekrologium – seznam zemřelých
- protokol
- kniha testamentů
- urbář – soupis poddanských povinností
- registra – seznam vydaných listin